# Macbeth (personagem)
Macbeth é o principal personagem da tragédia Macbeth (c. 1603-1606), de William Shakespeare.
O personagem está baseado em um rei histórico, Macbeth da Escócia (m. 1057), que aparece retratado nas Crônicas da Inglaterra, Escócia e Irlanda (1587), a principal fonte de Shakespeare para suas obras históricas.
Na peça, Macbeth é um bravo nobre escocês que, incitado por sua esposa Lady Macbeth, assassina o rei Duncan e toma seu trono. Seu reinado, porém, é marcado pela desconfiança e medo. No final, Macbeth é derrotado e morto por Macduff, barão (thane) de Fife, e o filho de Duncan, Malcolm, é levado ao trono da Escócia.